# Peristeriá
Peristeriá (en griego, Περιστεριά̀) es un yacimiento arqueológico situado en una colina ubicada cerca del pueblo de Myro, en el municipio de Tryfilia, Mesenia, en Grecia. Las excavaciones han sido dirigidas desde 1961 por Spyridon Marinatos.
En este yacimiento arqueológico se han encontrado los restos de un asentamiento y varios monumentos funerarios que estuvieron en uso entre los periodos Heládico Medio y Heládico Reciente IIIB, y que posteriormente fueron reutilizados en época romana. 
Son destacables un conjunto de tumbas abovedadas con ricos ajuares funerarios que incluyen objetos de oro, joyas y vasos y una estructura circular de función desconocida.
Entre los hallazgos destaca una estatuilla femenina de origen minoico, del conocido como «estilo Petsofás» y cerca de ella, una tablilla hecha de electro.